# Laura Marinoni
Laura Marinoni (Milano, 28 maggio 1961) è un'attrice e cantante italiana.

## Biografia
Dopo gli studi classici, durante un corso di recitazione nella Scuola di Danza di Luciana Novaro a Milano, viene notata da Mario Ferrero, che diventa il suo primo maestro all'Accademia nazionale d'arte drammatica "Silvio D'Amico" di Roma, nella quale poi si diploma.
Debutta giovanissima in televisione in una serie di commedie, in diretta, per la Rai, con la regia di Mario Ferrero e inizia la carriera teatrale, nel 1984, con Giuseppe Patroni Griffi, che la dirige, tra l'altro, nei Sei personaggi in cerca d'autore di Luigi Pirandello (premio Eleonora Duse per l'interpretazione della figliastra). Sempre con la regia dell'autore napoletano recita nella pirandelliana trilogia del "Teatro nel Teatro" e in una decina di spettacoli di Anton Čechov, Pierre de Marivaux, T. S. Eliot, tra cui alcune commedie musicali accanto a Franca Valeri, Vittorio Caprioli, Mariano Rigillo, Leopoldo Mastelloni e altri importanti interpreti.
Sono anni decisivi per la sua formazione, grazie all'opportunità di poter passare da ruoli drammatici ad altri brillanti, all'interno di una compagnia teatrale ricca di talenti. La sua carriera continua con i maggiori registi europei.
Giorgio Strehler la chiama al Piccolo Teatro di Milano per Il campiello di Carlo Goldoni e L'isola degli schiavi di Pierre de Marivaux, in tournée in tutta Europa. Giorgio Albertazzi la dirige nel Cid di Corneille al Teatro Olimpico di Vicenza, ne La lezione di Eugène Ionesco al Festival dei Due Mondi di Spoleto e la vuole accanto a se in molti recital di poesia.
Interpreta Orgia di Pier Paolo Pasolini, regia di Massimo Castri; Come vi piace, regia di Marco Sciaccaluga; Riccardo III, regia di A. Schilling e Il mercante di Venezia, regia di S. Braunschweig, tutti e tre di William Shakespeare; Antigone di Sofocle al Teatro greco di Segesta, ma anche testi di autori contemporanei, come Harold Pinter, Tennessee Williams, Aldo Palazzeschi, Emeric Pressburger e Pino Petruzzelli.
Gabriele Lavia è il regista dei pirandelliani L'uomo, la bestia e la virtù, con Enrico Montesano e Il giuoco delle parti, con Umberto Orsini. Diretta da Luca Ronconi vince il premio Ubu 2001 per Lolita di Nabokov e il premio della Stampa 2002 al Teatro greco di Siracusa per il Prometeo incatenato di Eschilo. Sempre al Piccolo Teatro di Milano, nella compagnia Ronconiana recita nel Candelaio di Giordano Bruno e ne I due gemelli veneziani di Carlo Goldoni. Per L'opera da tre soldi di Bertolt Brecht-Kurt Weill, regia di Pietro Carriglio, ottiene un successo personale anche come cantante, che le vale il premio Flaiano 2004.
Scrive con A. Caiani Giuliette - Musical per voce sola, tratto da testi di William Shakespeare e Federico Fellini, in cui recita e canta dal vivo accompagnata da pianoforte, violoncello e fisarmonica. Con il pianista lodigiano Pietro De Luigi incide la prima versione italiana di Enoch Arden, melologo per voce e pianoforte di Richard Strauss.
Nel 2005 lavora per il Teatro Eliseo di Roma, protagonista femminile di Tradimenti di Harold Pinter, con Massimo Popolizio e Stefano Santospago e di Improvvisamente l'estate scorsa di Tennessee Williams, con Rossella Falk. Finalista come migliore attrice ai premi Olimpici, riceve sempre nel 2007 il premio Eleonora Duse.
Ha girato vari film per la TV, tra cui La piovra 9 - Il patto, Morte di una ragazza perbene, Distretto di Polizia e Una madre. Per il cinema ha partecipato a film con i fratelli Taviani (Le affinità elettive), Umberto Marino (Cominciò tutto per caso), Jean-Paul Rappeneau (L'ussaro sul tetto) e a molte produzioni francesi all'estero.
Nel 2019 è impegnata nel Teatro greco di Siracusa nell'Elena di Euripide, per la regia di Davide Livermore. Riceve il premio alla carriera in occasione dei premi Flaiano 2021. Nella stagione 2022-2023 è protagonista, insieme a Elisabetta Pozzi, nella Maria Stuarda di Friedrich Schiller, per la regia di Davide Livermore. Nella stagione 2023 durante il 57º ciclo di rappresentazioni classiche proposto dall'Istituto nazionale del dramma antico (Inda) é protagonista nella Medea di Euripide, per la regia di Federico Tiezzi.

## Filmografia

### Cinema
- Cuore di mamma, regia di Gioia Benelli (1988)
- Cominciò tutto per caso, regia di Umberto Marino (1993)
- L'ussaro sul tetto (Le Hussard sur le toit), regia di Jean-Paul Rappeneau (1995)
- Le affinità elettive, regia di Paolo e Vittorio Taviani (1996)
- Ci vuole un gran fisico, regia di Sophie Chiarello (2013)
- Nome di donna, regia di Marco Tullio Giordana (2018)

### Televisione
- Il folle amore ovvero la prima sorpresa di André Roussin, regia di Mario Ferrero (1982)
- Invito al castello, regia di Mario Ferrero (1983)
- Quando la luna è blu, regia di Mario Ferrero (1983)
- Cinecittà Cinecittà, regia di Vittorio De Sisti – miniserie TV (Rai Due, 1985)
- L'ingranaggio, regia di Silverio Blasi – miniserie TV (1988)
- Liberate mio figlio, regia di Roberto Malenotti – film TV (1992)
- Avanti, regia di Jacques Besnard – film TV (1994)
- La piovra 9 - Il patto, regia di Giacomo Battiato – miniserie TV (1998)
- Morte di una ragazza perbene, regia di Luigi Perelli – miniserie TV (1999)
- Maria, figlia del suo figlio, regia di Fabrizio Costa – miniserie TV (2000)
- Giorni da Leone, regia di Francesco Barilli – miniserie TV (2002)
- Distretto di Polizia – serie TV, episodio 6x26 (2006)
- Giorni da Leone 2, regia di Francesco Barilli – miniserie TV (2006-2008)
- Una madre, regia di Massimo Spano – miniserie TV (2008)

## Teatro
- Assassinio nella cattedrale di T. S. Eliot, regia di Giuseppe Patroni Griffi (1984)
- Il giro del teatro in 120 minuti, regia di Nick Brandon. Asti Teatro (1984)
- Il Cid di Corneille, regia di Giorgio Albertazzi. Teatro Olimpico di Vicenza (1984)
- Sei personaggi in cerca d'autore di Luigi Pirandello, regia di Giuseppe Patroni Griffi (1984)
- Zio Vanja di Anton Čechov, regia di Giuseppe Patroni Griffi (1984)
- La lezione di Eugène Ionesco, regia di Egisto Marcucci. Festival dei Due Mondi di Spoleto (1986)
- Questa sera si recita a soggetto di Luigi Pirandello, regia di Giuseppe Patroni Griffi. Trieste (1987)
- Casanova a Spa di Arthur Schnitzler, regia di Luca De Fusco (1987)
- Notte di nozze, testo e regia di Claudio Bigagli (1987)
- Ciascuno a suo modo di Luigi Pirandello, regia di Giuseppe Patroni Griffi (1988)
- Mario e Luisa si son lasciati di Claudio Bigagli. Spoleto (1988)
- Le false confidenze di Pierre de Marivaux, regia di Giuseppe Patroni Griffi (1989)
- Interrogatorio della Contessa Maria di Aldo Palazzeschi, regia di Mario Ferrero (1989)
- Fior di pisello di Édouard Bourdet, regia di Giuseppe Patroni Griffi (1990)
- Come vi piace di William Shakespeare, regia di Marco Sciaccaluga. Verona (1990)
- Una volta nella vita di George Kaufman e Moss Hart, regia di Giuseppe Patroni Griffi (1991)
- Antigone di Sofocle, adattamento di Bertolt Brecht, regia di Carlo Quartucci. Teatro greco di Segesta (1991)
- L'uomo, la bestia e la virtù di Luigi Pirandello, regia di Gabriele Lavia (1992)
- Il campiello di Carlo Goldoni, regia di Giorgio Strehler. Piccolo Teatro di Milano (1993)
- L'isola degli schiavi di Pierre de Marivaux, regia di Giorgio Strehler. Piccolo Teatro di Milano (1994)
- Il giuoco delle parti di Luigi Pirandello, regia di Gabriele Lavia (1996)
- Orgia di Pier Paolo Pasolini, regia di Massimo Castri (1998)
- Il mercante di Venezia di William Shakespeare, regia di Stéphane Braunschweig. Piccolo Teatro di Milano (1999)
- Le tigri di Gian Piero Bona, regia di Marco Sciaccaluga (1999)
- Oreste di Vittorio Alfieri, regia di Stefano De Luca. Teatro Olimpico di Vicenza (1999)
- Lolita, sceneggiatura di Vladimir Nabokov, regia di Luca Ronconi. Piccolo Teatro di Milano (2001)
- I due gemelli veneziani di Carlo Goldoni, regia di Luca Ronconi. Piccolo Teatro di Milano (2001)
- Candelaio di Giordano Bruno, regia di Luca Ronconi. Teatro Biondo Stabile di Palermo (2001)
- Prometeo incatenato di Eschilo, regia di Luca Ronconi. Teatro greco di Siracusa (2002)
- Vicini, testo e regia di Pino Petruzzelli. Teatro della Tosse (2002)
- Riccardo III di William Shakespeare, regia di Árpád Schilling. Piccolo Teatro di Milano (2003)
- L'opera da tre soldi di Bertolt Brecht, regia di Pietro Carriglio. Teatro Biondo Stabile di Palermo (2003)
- La guardia alla luna di Massimo Bontempelli, regia di Marco Rampoldi (2004)
- Il rabbino di Venezia, testo e regia di Giorgio Pressburger. Mittelfest (2004)
- Zingari, testo e regia di Pino Petruzzelli, Borgio Verezzi (2004)
- Tradimenti di Harold Pinter, regia di Cesare Lievi (2004)
- Improvvisamente l'estate scorsa di Tennessee Williams, regia di Giuseppe Patroni Griffi (2005)
- Giuliette, Shakespeare a Fellini di Laura Marinoni e Alfonso Caiani (2006)
- Le lacrime amare di Petra von Kant di Rainer Werner Fassbinder, regia di Antonio Latella (2006)
- La recita di Bolzano di Sándor Márai, regia di Marco Parodi. Festival teatrale di Borgio Verezzi (2007)
- Passio laetitiae et felicitatis di Giovanni Testori, regia di Valter Malosti (2008)
- L'adorazione di Jean-René Lemoine, regia di Fabrizio Arcuri (2009)
- Le signorine di Wilko, adattamento e regia di Alvis Hermanis (2010)
- Le strade della libertà, drammaturgia e regia di Paolo Castagna. Fondazione Corriere della Sera (2010)
- Andromaca di Euripide, regia di Luca De Fusco. Teatro greco di Siracusa (2011)
- Un tram che si chiama Desiderio di Tennessee Williams, regia di Antonio Latella (2012)
- Edipo re di Sofocle, regia di Daniele Salvo. Teatro greco di Siracusa (2013)
- Quartett di Heiner Müller, regia di Walter Malosti (2014)
- Eneide di Olivier Kemeid, regia di Emanuela Giordano (2014)
- La persecuzione e l'assassinio di Jean-Paul Marat, rappresentati dagli internati dell’ospedale di Charenton sotto la guida del Marchese di Sade di Peter Weiss, regia di Nanni Garella. Emilia Romagna Teatro (2014)
- L'onoevole di Leonardo Sciascia, regia di Enzo Vetrano e Stefano Randisi. Emilia Romagna Teatro (2015)
- L'amore ai tempi del colera, dal romanzo di Gabriel García Márquez, regia di Cristina Pezzoli (2015)
- Fedra, da Seneca, adattamento e regia di Andrea De Rosa (2015)
- La prova, testo e regia di Pascal Rambert. Emilia Romagna Teatro (2016)
- Rita degli impossibili di Laura Marinoni (2016)
- Purgatorio di Ariel Dorfman, regia di Carmelo Rifici (2016)
- Cita a ciegas (Confidenze fatali) di Mario Diament, regia di Andrée Ruth Shammah. Teatro Franco Parenti di Milano (2018)
- John Gabriel Borkman di Henrik Ibsen, regia di Marco Sciaccaluga (2018)
- I Promessi sposi alla prova di Giovanni Testori, regia di Andrée Ruth Shammah. Teatro Franco Parenti di Milano (2019)
- Elena di Euripide, regia di Davide Livermore. Teatro greco di Siracusa (2019)
- Arizona. Una tragedia musicale americana di Juan Carlos Rubio, regia di Fabrizio Falco. Emilia Romagna Teatro (2019)
- Coefore/Eumenidi di Eschilo, regia di Davide Livermore. Teatro greco di Siracusa (2021)
- Gilda di Giovanni Testori, regia di Laura Marinoni (2021)
- Agamennone di Eschilo, regia di Davide Livermore. Teatro greco di Siracusa (2022)
- Maria Stuart di Friedrich Schiller, regia di Davide Livermore. Teatro Nazionale di Genova (2022)
- Medea di Euripide, regia di Federico Tiezzi. Teatro greco di Siracusa (2023)
- Un perdente di successo, dall'autobiografia di Giorgio Albertazzi, adattamento di Mariangela D'Abbraccio, allestimento scenico di Francesco Tavassi (2023)
- Improvvisamente l'estate scorsa di Tennessee Williams, regia di Stefano Cordella (2025)

## Radio
- Summertime. La breve stagione di Janis Joplin di Carlo Raspolini e Roberto Ferrante, regia di Roberto Ferrante, 13 puntate dal 10 marzo al 9 giugno 1984.
- Il tempo libero del commissario Ferro, testo e regia di Giovanni Fago, 25 puntate dall'8 febbraio al 12 marzo 1993.
- Il gran maestro di Santiago di Henry de Montherlant, regia di Giuseppe Venetucci, 11 aprile 1993.
- Norma 44 di Dacia Maraini, regia di Giuseppe Venetucci, 18 marzo 1995.
- Ti amo Maria di Giuseppe Manfridi, regia di Marco Sciaccaluga, 1º aprile 1995.

## Riconoscimenti
- Premio Ubu
  - 2000/2001 – Miglior attrice non protagonista per Lolita di Vladimir Nabokov

- Premio Flaiano Sezione teatro[4]
  - 2004 – Premio per l'interpretazione in L'opera da tre soldi di Bertolt Brecht
  - 2021 – Premio alla carriera